# جايمي دوران
جايمي دوران (بالإسبانية: Jaime Durán) (2 ديسمبر 1981 في المكسيك - ) هو لاعب كرة قدم مكسيكي في مركز الدفاع. لعب مع سكودا زانثي وكلوب ليون ونادي أطلس ونادي بويبلا ونادي تشياباس ونادي موريليا الرياضي وVenados F.C. ‏.

## وصلات خارجية
- جايمي دوران على موقع قاعدة بيانات كرة القدم.إي يو (الإنجليزية)
- جايمي دوران على موقع أوليمبيديا (الإنجليزية)